# Donatan
Donatan (nacido como Witold Marek Czamara el 2 de septiembre de 1984 en Cracovia) es un músico, productor musical e ingeniero de sonido polaco. Donatan junto con Teka cocreó RafPak.
Donatan nació de una madre rusa y un padre polaco. Empezó a producir música en 2002, con su álbum debut "Brudne Południe", lanzado en 2007. Durante ocho años Donatan vivió en Taganrog, óblast de Rostov, Rusia, y ha estado casado desde 2004.
Donatan menudamente ha sido criticado por predicar el paneslavismo, el paganismo, el satanismo, la recomendación del Ejército Rojo, y la promoción de los símbolos comunistas como la hoz y el martillo.

## Eurovisión 2014

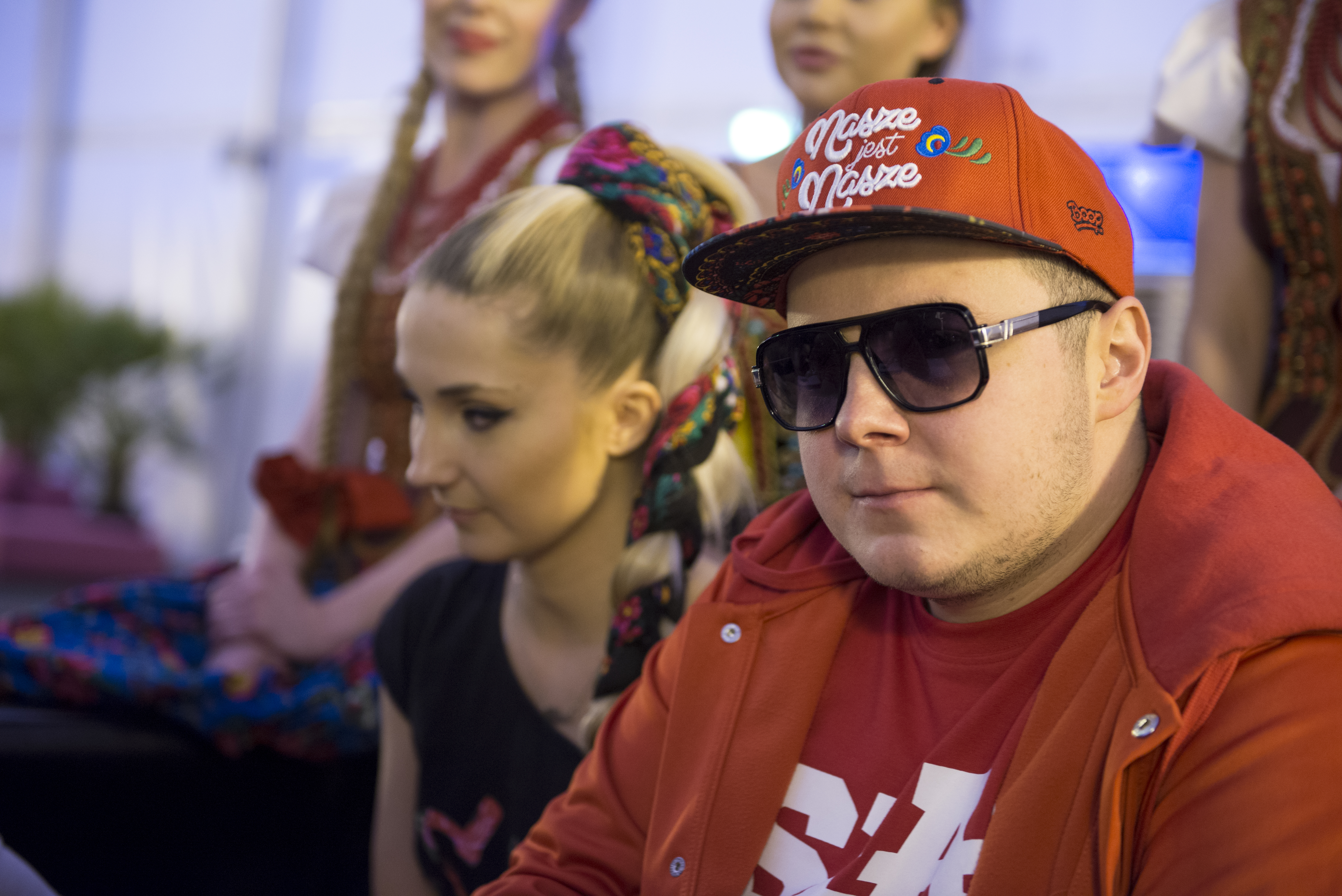
Donatan y Cleo en un acto de presentación durante el Festival de la Canción de Eurovisión 2014.

En 2014, fue anunciado por la emisora polaca, Telewizja Polska (TVP) que Donatan junto con Cleo representarían a Polonia en el Festival de Eurovisión 2014, en Copenhague, Dinamarca, con la canción "My Słowianie".

## Discografía

### Álbumes
| Título de álbum            | Detalles del álbum                                                              | Posiciones de listas | Certificaciones |
| Título de álbum            | Detalles del álbum                                                              | POL                  | Certificaciones |
| -------------------------- | ------------------------------------------------------------------------------- | -------------------- | --------------- |
| Równonoc. Słowiańska dusza | - Lanzamiento: 26 de octubre de 2012 - Sello: Urban Rec - Formato: CD, descarga | 1                    | - ZPAV: Diamond |

### Sencillos
| Título                                                               | Año  | Posiciones en listas | Posiciones en listas | Álbum                      |
| Título                                                               | Año  | POL                  | POL New              | Álbum                      |
| -------------------------------------------------------------------- | ---- | -------------------- | -------------------- | -------------------------- |
| "Nie lubimy robić" (con Borixon & Kajman)                            | 2012 | —                    | 1                    | Równonoc. Słowiańska dusza |
| "Niespokojna dusza" (con Chada, Słoń & Sobota)                       | 2012 | —                    | —                    | Równonoc. Słowiańska dusza |
| "Z dziada-pradziada" (con Trzeci Wymiar)                             | 2012 | —                    | —                    | Równonoc. Słowiańska dusza |
| "Z samym sobą" (con Sokół)                                           | 2012 | —                    | —                    | Równonoc. Słowiańska dusza |
| "My Słowianie" (con Cleo)                                            | 2013 | 2                    | 2                    | —                          |
| "Cicha woda" (con Cleo y Sitek)                                      | 2014 | —                    | 1                    | —                          |
| "—" significa que el sencillo no entró en lista(s) o no fue lanzado. |      |                      |                      |                            |